# Voo China Airlines 358
O voo 358 da China Airlines foi um cargueiro do tipo Boeing 747-2R7F que caiu em 29 de dezembro de 1991, logo após a decolagem do Aeroporto Internacional Chiang Kai-shek em Taipé, Taiwan.

## Aeronaves
A aeronave era um 747, prefixo B-198, que estava em serviço há 11 anos, 3 meses. A aeronave registrou um total de 45.868 horas de de voo durante o tempo em serviço. A última manutenção do tipo cheque-A ocorreu em 21 de dezembro de 1991 e a aeronave acumulou 74 horas de voo desde esse evento.

## Acidente
Vários minutos após a decolagem, a tripulação relatou problemas com o motor número 2, levando o controle de tráfego aéreo (ATC) de Taipé a vetorar o voo em uma curva à esquerda para retornar ao aeroporto. Aproximadamente dois minutos depois, a tripulação relatou que não podia virar à esquerda e o controlador de voo aprovou uma curva à direita. Este foi o último contato de rádio feito pela equipe. A tripulação perdeu o controle da aeronave e atingiu uma colina, atingindo primeiro a asa direita, perto de Wanli, Taipei. O acidente ocorreu aproximadamente às 15:05, a uma altitude de 700 pés. Todos os cinco tripulantes morreram no acidente e não houve feridos no chão.

## Investigação
A investigação subsequente revelou que o motor número 3 e seu pilão haviam se separado da aeronave e atingido o motor número 4, quebrando-o também pela asa. Uma investigação mais detalhada revelou que os encaixes do meio-pilar do pilão, que prendem o pilão à parte inferior da longarina dianteira da asa, falharam.     A busca pelo motor número 3 e seu pilão, que aterrissou no mar, levou vários meses.
As informações da investigação deste acidente e do acidente quase idêntico do voo El Al 1862, que ocorreu 10 meses antes, resultaram na Boeing solicitando modificações no pilar de apoio do motor de todos os 747 em atividade na época.
A aeronave era a mesma envolvida no sequestro do voo 334 da China Airlines, em 3 de maio de 1986.